# 十三張
十三張（シーサンチャン）は、長年中華圏でプレイされている、ポーカーを元にしたカードゲームである。

## 概要
十三張は、ポーカーに似ているが、13枚の手札を3つに分けるところが異なっている。この点はパイ・ゴウ・ポーカーに似ているが、中国の牌九がアメリカ人によってカードゲームにアレンジされたパイ・ゴウ・ポーカーと異なり、十三張は中国人自身によって遊ばれている。
ギャンブルゲームとしてさまざまな刺激的な要素を含んでいるため、最近は中華圏以外でも普及しはじめている。
- ルールが単純: 基本的なポーカー・ハンドの強弱の知識があれば始めることができる。
- 運の要素が大きく影響するため、初心者でも熟練した相手に対して勝てる可能性が結構ある。下手な競技者も、負けによってゲームから離れる可能性が低い。負けた理由を自分の腕ではなく、運のなさのせいにすることが多いためである。
- 一方で、熟練した競技者は、十分な戦略を立てることができ、下手な競技者に対してはっきり有利な立場にたてる。
- ゲームの性質上、しばしば予想しなかった勝ち方や、高ランクの手が飛びだす。
- ゲームをするのに数人しか必要としない。

## 名称
このゲームは中国では「十三張」と呼ばれる。これは「13枚」という意味で、競技者に13枚のカードを配ることに由来する。地方により、「十三水」などの異なる名前で呼ばれることもある。
英語では「Chinese poker」と呼ぶ。鋤大Dもしばしば「Chinese poker」と呼ばれるが、こちらは大富豪に似た、まったく異なるゲームである。また、「Russian poker」と呼ばれることもある。
フィリピンでは「Pusoy」と呼ばれる。「Pusoy Dos」はやはり鋤大Dのことを意味する。

## ゲームの進め方
十三張は通常4人で行なうが、2人または3人でもできる。

### 手の作り方

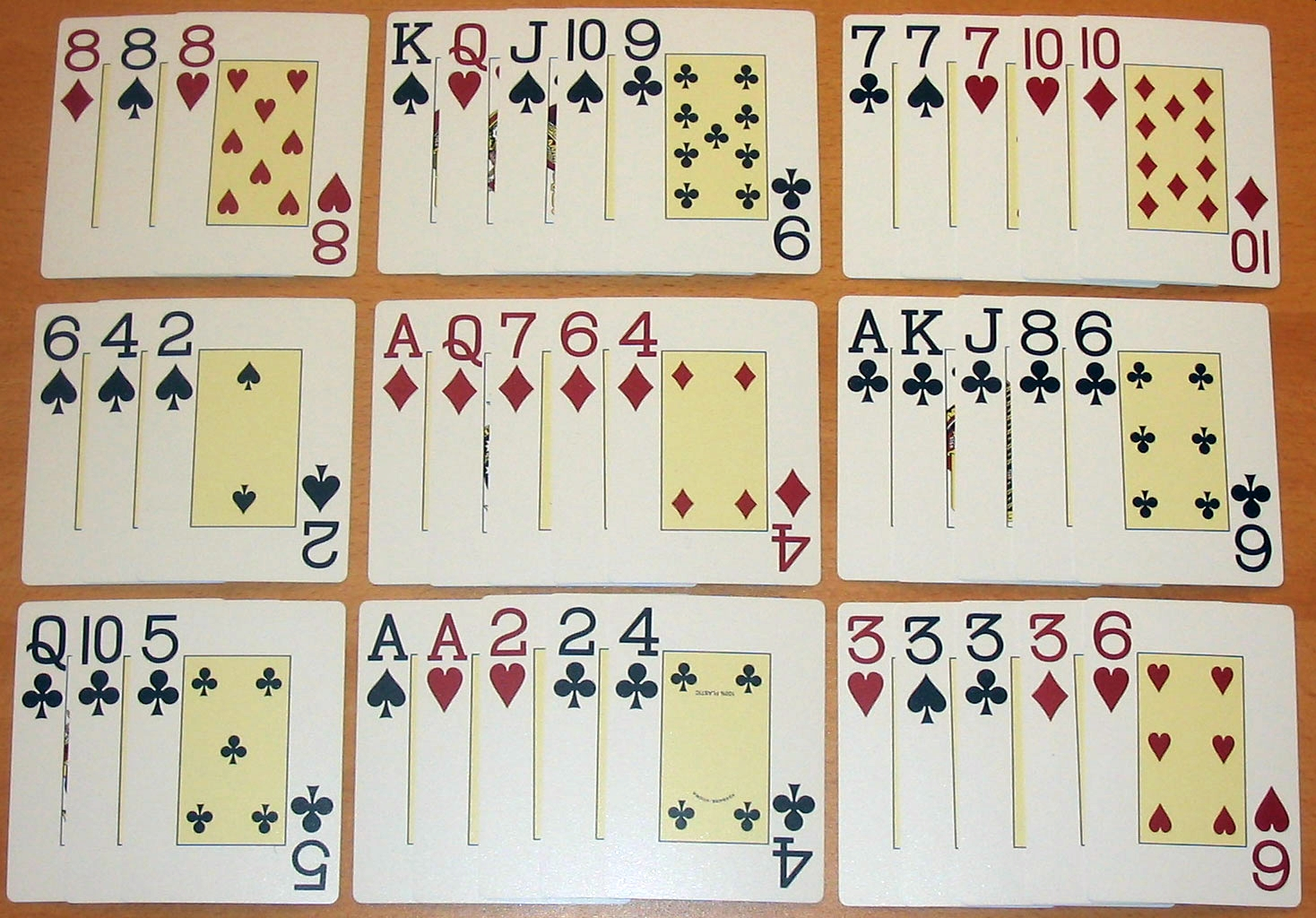
十三張

十三張では、標準的な52枚のカード1組を使用し、各競技者に13枚のカードを配る。各競技者はその13枚を3つのポーカー・ハンド（「道」と呼ばれる）に分けなければならない。3つのうち2つは5枚（それぞれ「二道(the middle)」「尾(the back)」と呼ぶ）、1つは3枚からなる（「頭(the front)」と呼ぶ）。尾を一番高い手に、頭を一番低い手にしなければならない（3枚の手ではストレートやフラッシュを役として認めないことに注意）。競技者まず尾を自分の前に裏向けて置き、次に二道を尾の前に裏向けて置き、頭を二道の前に裏向けて置く。それから、各競技者はディーラーの左の人から時計回りに順に自分がプレイするかどうかを宣言する。追加点があるときは、手を公開する前に宣言する必要がある（写真では中央の競技者の手がすべてフラッシュになっているので、追加点を得ることができる）。

### 点数計算
十三張の賭け金は英語では「unit」という名で知られている。ゲームが始まる前に、1点がいくらになるかを決めておく。基本的な計算ルールでは、ある競技者は頭・二道・尾の手について、自分の手より悪い相手それぞれから1点ずつを得る。したがって、他の多くのポーカーと異なり、皆の中で2番目にいい手でも賭け金を得ることが可能である。また、比較は二者間で行うため、競技者ごとに賭け金のレートを変えることも可能である。たとえば、競技者AとBが互いに1点10ドルでプレイし、他の競技者は1点1ドルで競技することもできる。計算方法にはさまざまな変種が行われている。詳細については外部リンクを参照。
十三張の得点の計算には2つのポピュラーな方法がある。ひとつは2-4法で、もうひとつは1-6法である。
2-4法では、競技者は勝った手ひとつあたり1点を得る。3つの手のうち2つ以上に勝ったら総合点としてもう1点を得る。手のひとつが引き分けの場合、その手に関しては金銭の授受は行われない。ほかの2つの手で勝った場合、3点になる（勝ちごとに1点+総合点1点）。両者が1勝ずつした場合には、点数の授受は行われない（ふたりとも1点を得て、総合点は0）。
1-6法では、競技者は勝った手ひとつあたり1点を得る。もし3つ全部に勝ったら、勝ちによる3点に加えてもう3点のボーナス点を得る。

### 例
|      | アイビー         | ヘルムス       | 勝者     |
| 頭   | 6♠ 6♣ 4♥         | A♥ K♦ Q♦       | アイビー |
| 二道 | 10♦ 10♠ 9♣ Q♠ 8♣ | 9♥ 9♦ 5♥ 5♦ 4♣ | ヘルムス |
| 尾   | 3♥ 3♦ 3♠ 2♥ 2♦   | K♠ J♠ 9♠ 8♠ 7♠ | アイビー |

2-4法では、ヘルムスはアイビーに2点払う必要がある。アイビーは頭と尾で2点を得て、二道で1点を失い、3つの手のうち2つで勝ったので、総合点1点を得ている。1-6法では、ヘルムスはアイビーに1点を払う。ここでもアイビーは頭と尾で2点を得て、二道で1点を失っているが、ボーナス点の受けとりは発生しない。
注: ここで例に使われているフィル・アイビー（en:Phil Ivey）とフィル・ヘルムス（en:Phil Hellmuth）はどちらもアメリカの著名なポーカープレイヤー。

### 追加点
追加点は、特別に強い手を得た競技者のための特別な点数のことである。ある変種では、すべての追加点はすべて同じ点数になる（例: 追加点はひとつ1点）。別の変種では、追加点の種類ごとに異なる点数を支払う（例: 尾のフォーカードが1点、尾のストレートフラッシュが2点）。時には勝者のみに追加点が支払われることもある（例: 尾の7のフォーカードは尾の6のフォーカードに勝つ。したがって7のフォーカードを持つ競技者だけに点が支払われる）。ルールによっては、ストレートフラッシュやフォーカードを別々の手にくずしてしまっても追加点を受けることができる（例: 競技者が4枚の7を配られたときに、そのうち3つを頭にして、残り1枚を二道でストレートを作るのに使える）が、ひとつの手ごとにひとつしか追加点を受けられないとするルールもある。
追加点は、手を公開する前に宣言しなければならない。
一般に追加点が与えられる手には以下のものがある:
- ストレートフラッシュ
- フォーカード
- 二道にフルハウス以上
- 頭にスリーカード

特殊牌型（natural）は追加点の特殊な場合で、配られた競技者が即座に勝ちになり（だれも降りない前に）、競技者は手を分ける必要がない。
- 三順子（3つのストレート）
- 三同花（3つのフラッシュ）
- 六対半（6つのペア）
- 一条竜（13枚のすべて異なるランクのカード、すなわち 2・3・4・5・6・7・8・9・10・J・Q・K・A）

### 降りる
競技者が降りることに決めた場合、3つの手のうち2つで負けた場合よりも多いが、3つすべて負けた場合よりも少ない金を支払う必要がある。降りた場合は、追加点を支払う必要はない。降りることを認めない変種もある。

### 分けまちがい（擺烏竜）
競技者が手の分けかたをまちがった場合（例: 頭にスリーカードがあるのに、二道にツーペアしかない）、全部負けたのと同じ量の賭け金を他のすべての（降りていない）相手に支払わなければならない。ある変種では、その後も競技を続けなければならない。

## 十三張がプレイされている場所
1995年と1996年のワールドシリーズオブポーカーで十三張がプレイされた。1995年にはジョン・ツァガリスが1,500ドルのイベントで勝利し、スティーブ・ゾロトウが5,000ドルで勝利した。1996年にはグレゴリー・グリーバスが1,500ドルのイベントで勝利し、ジム・フェルドハウスが5,000ドルで勝利した。その後はワールドシリーズオブポーカーで十三張の競技は行われていない。
十三張はしばしば大きなポーカートーナメントで競技される。賭け金は通常1点あたり25ドル・50ドル・100ドルである。高い賭け金のポーカー競技者は1点500ドルや1,000ドルで競技することが知られている。15,000ドルまで行ったこともある。
ラスベガスのカジノでは、ベネチアン・ベラージオ・ウィンなどのポーカーテーブルが十三張を扱っていることで知られる。

## 変種
- Low in the middle: この変種では、二道ではデューストゥセブン（2-3-4-5-7が一番弱い）のローハンドを競う。
- Criss Cross: この変種では、各競技者は13枚のカードを2組ずつ配られる。2組のカードそれぞれを相手と比較する。競技者のカード2組はそれぞれ独立した手とみなされ、2組の間でカードの交換をしてはならない。
- ある変種では、The Wheel （A-2-3-4-5）が2番目に強いストレートになる（9-10-J-Q-Kより強いが、10-J-Q-K-Aより弱い）。
- 別の変種では、手ごとに1点を得るが、ゲーム全体の勝者は11点を得る。4人で競技している時、3つすべての手で勝った競技者は、第4点を得る。